# Passage piéton arc-en-ciel
Un passage piéton arc-en-ciel est un passage piéton peint avec un motif arc-en-ciel en honneur de la communauté LGBTI+.

## Formes nationales

### Belgique
En 2021, l'Agence flamande de sécurités routière est prête à installer et à entretenir un passage piétons arc-en-ciel dans chaque ville de Flandre, si les autorités locales en font la demande.
En mai 2023, un passage piéton arc-en-ciel est créé sur une voie régionale dans la commune de Woluwe-Saint-Pierre. 

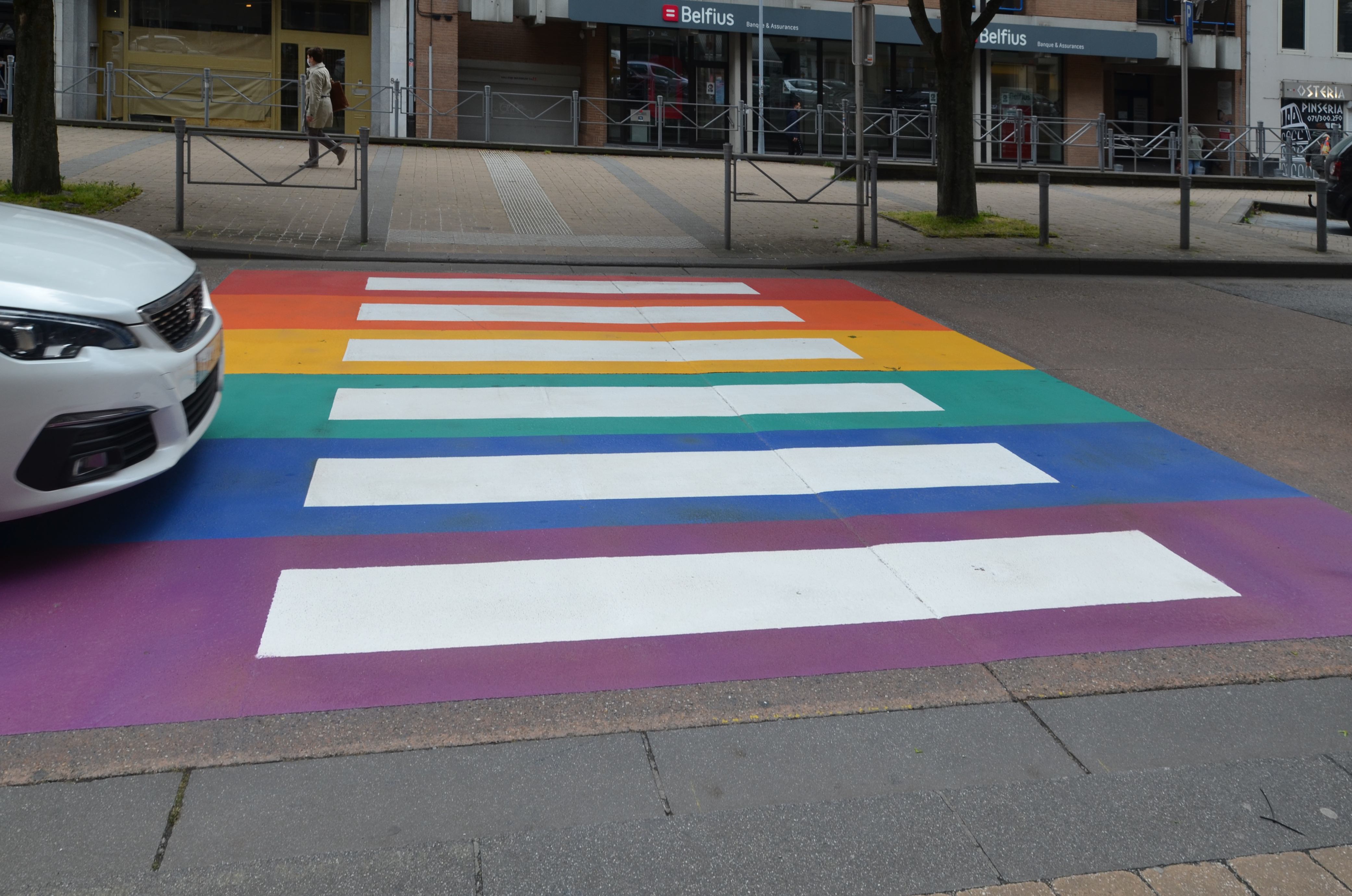
Passage piéton arc-en-ciel en Charleroi (Belgique)

La Région bruxelloise a peint 16 passages piétons arc-en-ciel sur ses voiries régionales pour promouvoir l'inclusion et symboliser l'accueil de toutes les personnes à Bruxelles.

### États-Unis
En 2012, un passage pour piéton aux couleurs du drapeau LGBTQIA + est inauguré à West Hollywood, aux États-Unis, dans le cadre de la Gay Pride.

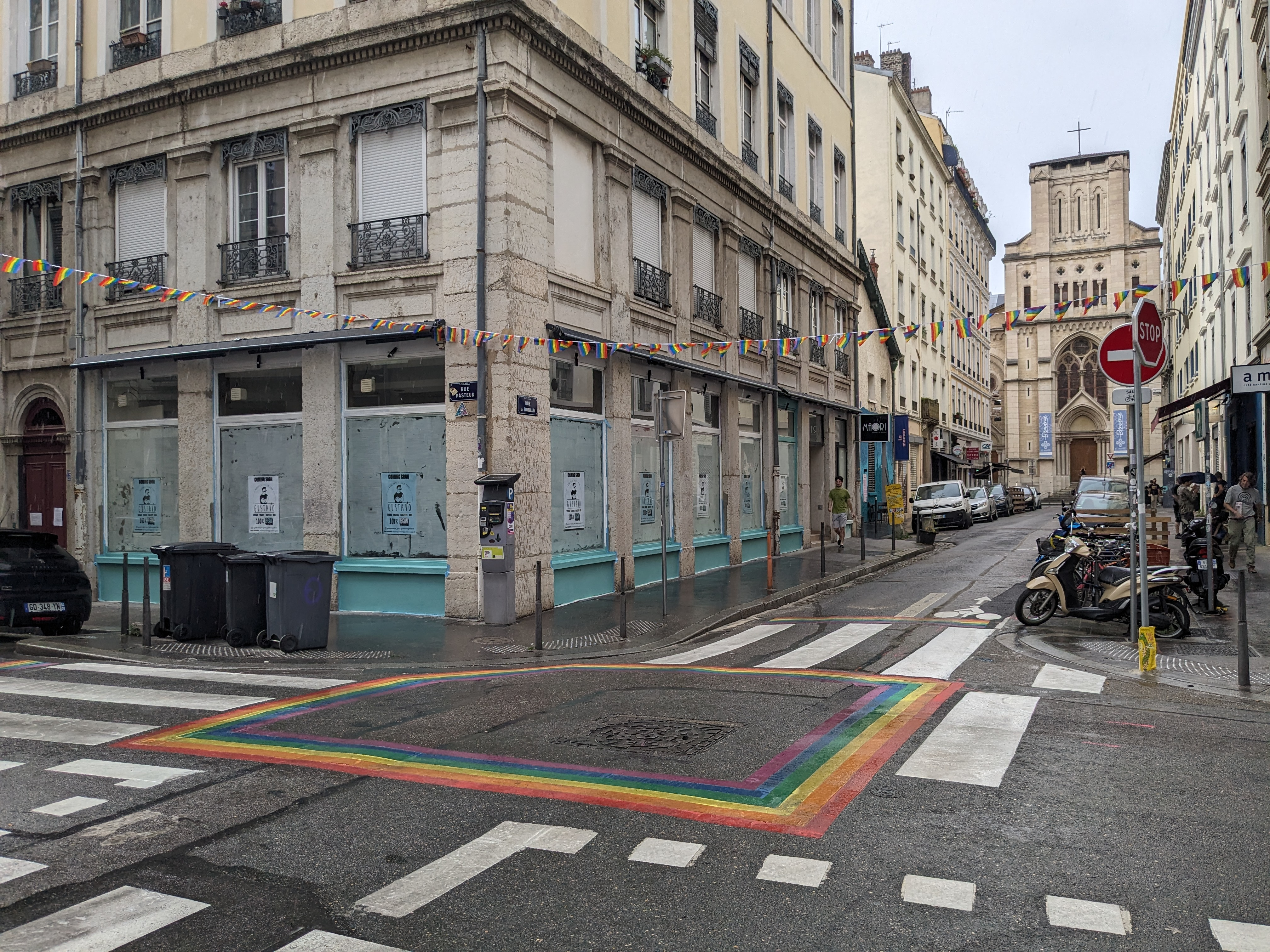
passage piéton arc-en-ciel à Lyon.

### France
En juin 2024, Lyon peint quatre passages piétons en arc-en-ciel. On trouve également des passages piétons arc-en-ciel à Annecy, Clermont-Ferrand, Limoges et Paris.

## Polémiques

### Sécurité routière
En 2016, la United States Federal Highway Administration déclare que ces passages sont contraires au but de sécurité.

### Vandalisme
Ces installations sont dégradés avec des slogans homophobes, au Canada, en Belgique,, en France, et aux États-Unis.